# Гамма-оксимасляна кислота
Гамма-оксимасляна кислота, скор. ГОМК, також 4-гідроксибутанова кислота  (англ. gamma-hydroxybutyric acid або γ-hydroxybutyric acid (GHB)) — органічна сполука, природна оксикислота, яка виконує важливу роль в центральній нервовій системі людини, а також зустрічається у вині, цитрусових та ін. Гамма-оксимасляна кислота може застосовуватися як анестетик і седативний засіб, однак у багатьох країнах вона знаходиться поза законом.

## Фізико-хімічні властивості
ГОМК являє собою безбарвну рідину, не має запаху.

## Отримання
Вихідним реагентом для отримання гамма-оксимасляної кислоти служить її ангідрид — гамма-бутиролактон (ГБЛ).

## Застосування
Застосовується в медицині як заспокійливий та ноотропний засіб у вигляді оксибутирату натрію.
Є також препарат літію з включенням ГОМК — оксибутират літію.

## Немедичне використання

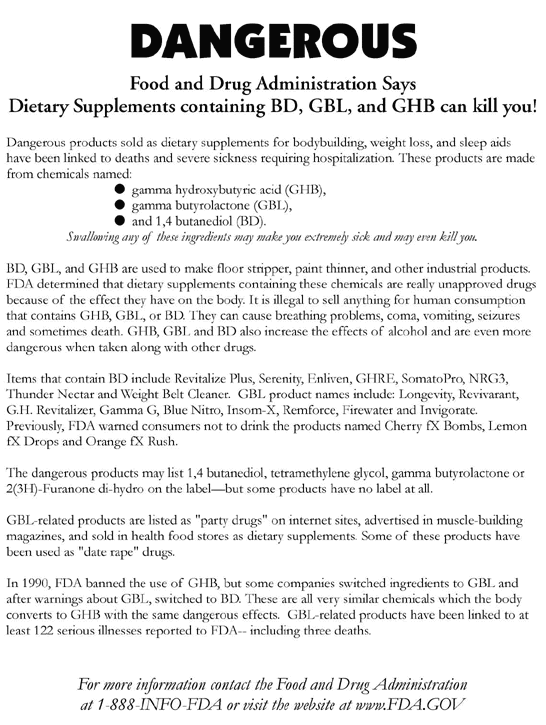
Попередження FDA про небезпеку харчових добавок, що містять ГОМК. Відомство зазначає, що заборонив виробництво таких препаратів у 1990 році.

ГОМК — депресант, використовуваний як психоактивна речовина. Часто застосовується у вигляді солі — оксибутирату натрію, іншими поширеними варіантами є оксибутират калію та інші солі ГОМК, гамма-бутиролактон. А також 1,4-Бутандіол, який в організмі метаболізується до ГОМК.
Наслідки вживання порівнюються з ефектами алкоголю та MDMA (ейфорія, розгальмування, підвищена чутливість, емпатогенні стани), у великих дозах ГОМК може викликати нудоту, запаморочення, сонливість, психомоторне збудження, розлади зору, утруднене дихання, амнезію, несвідомий стан і смерть. Смертельні випадки зазвичай пов'язані з поєднанням речовини з алкоголем або іншими депресантами. Зокрема, можлива смерть внаслідок блювоти в стані глибокого сну. Ефекти від вживання тривають зазвичай від півтори до трьох годин.
У маленьких дозах використовується як стимулюючий засіб відвідувачами нічних клубів.
Оксибутират натрію вважається препаратом, використовуваним ґвалтівниками для впливу на жертву. Він дуже солоний, однак не має кольору і запаху, чим і користуються зловмисники, додають препарат у напої.
Деякі спортсмени застосовують оксибутират натрію і ГБЛ, оскільки наукові дослідження показували, що ГОМК підвищує рівень гормону росту in vivo. Було показано, зокрема, як ГОМК подвоює секрецію гормону у здорових молодих чоловіків. У цьому процесі беруть участь мускаринові ацетилхолінові рецептори, завдяки чому ефект зростання рівня гормону може бути блокований пірензепіном.